# Najgornja međurebrena vena
Najgornja međurebrena vena (lat. vena intercostalis suprema) je parna vena koja odvodi deoksigeniranu krv iz prvog međurebrenog prostora s obje strane tijela.
Najgornja međurebrena vena najčešće se ulijeva u ručnoglavenu venu (lat. vena brachiocephalica), a može se ulijevati i u gornju međurebrenu venu (lat. vena intercostalis superior) ili kralješničnu venu (lat. vena vertebralis), na toj strani tijela.